# Paavo Kotila
Paavo Edvart Kotila (* 26. August 1927 in Veteli; † 26. Januar 2014 in Oulu, Finnland) war ein finnischer Leichtathlet, der bei den finnischen Meisterschaften im Marathonlauf 1956 die bis dahin schnellste Zeit auf einer regulären Marathonstrecke lief.

## Karriere
Kotila trat in seinem Heimatort Veteli dem Verein Vetelin Urheilijat bei. Auch sein Bruder Uljas, der eine Marathonbestzeit von rund 2:40 Stunden lief, gehörte diesem Verein an. Kotilas Karriere begann relativ spät. Zwei Tage vor seinem 25. Geburtstag 1952 lief er seine persönliche Bestzeit über 10 000 Meter (31:06,2 Minuten). In seiner eigentlichen Leidenschaft, dem Marathonlauf, sollte es in den kommenden Jahren zu einigen Erfolgen kommen. 1955 gewann er bei den Nordischen Meisterschaften die Silbermedaille im Marathon. Am 12. August 1956 startete er bei den finnischen Meisterschaften in Pieksämäki. Mit Eino Oksanen hatte er einen harten Konkurrenten im Rennen, am Ende gelang es Kotila ihn jedoch abzuschütteln und den Wettbewerb in 2:18:04,8 Stunden zu gewinnen. Diese Zeit bedeutete eine neue Weltbestzeit – Weltrekorde wurden vor 2003 noch nicht anerkannt – auf der Marathondistanz, die über zwei Jahre bis zu den Europameisterschaften 1958 in Stockholm, als Sergei Popow die Bestzeit um fast drei Minuten unterbot, Bestand haben sollte. Als Finnischer Meister nahm er so am 1. Dezember 1956 in Melbourne bei den Olympischen Spielen teil. Beim dortigen Marathonlauf war Kotila jedoch rund 20 Minuten langsamer als in Pieksämäki und wurde 13. Dafür gewann er im darauffolgenden Jahr den Titel bei den Nordischen Meisterschaften und konnte 1959 seine Medaillensammlung bei diesen Meisterschaften mit Bronze komplettieren.
Kotila nahm auch an einigen internationalen, hochkarätigen Marathonläufen teil. Sein größter Erfolg dabei bildet wohl der Sieg beim Boston-Marathon im Jahr 1960. Beim Košice-Marathon gewann er Silber (1955) und Bronze (1957). Außerdem wurde er bei den Marathonläufen von Athen 1957 und Asahi 1957 und 1960 jeweils Zweiter.
Auch im fortgeschrittenen Alter blieb Kotila dem Marathonlauf treu und gewann einige finnische und europäische Meistertitel bei den Veteranen. 1983 beendete er mit 55 Jahren den Boston-Marathon in einer Zeit von 2:36:42 Stunden.

## Erfolge
- Inoffizielle Weltbestzeit im Marathon 1956
- Sieger Boston-Marathon 1960
- Finnischer Meister im Marathon 1956 und 1961

## Persönliche Bestleistungen
- 10.000-Meter-Lauf: 31:06,2 min (24. August 1952 in Seinäjoki – damaliger WR: 29:02,6 min von Emil Zátopek)
- Marathonlauf: 2:18:04,8 h (12. August 1956 in Pieksämäki – neue Weltbestzeit)

## Belege
1. ↑  Entinen mestarijuoksija Paavo Kotila on kuollut., finnisch, abgerufen am 30. Januar 2014

| Personendaten    | Personendaten                             |
| ---------------- | ----------------------------------------- |
| NAME             | Kotila, Paavo                             |
| ALTERNATIVNAMEN  | Kotila, Paavo Edvart (vollständiger Name) |
| KURZBESCHREIBUNG | finnischer Langstreckenläufer             |
| GEBURTSDATUM     | 26. August 1927                           |
| GEBURTSORT       | Veteli, Finnland                          |
| STERBEDATUM      | 26. Januar 2014                           |
| STERBEORT        | Oulu, Finnland                            |